# Inhibitori disocijacije guanozin nukleotida
Inhibitori disocijacije guanozin nukleotida (engl. Guanosine nucleotide dissociation inhibitors - GDI) se vezuju za GDP-vezani oblik malih GTPaza Rho i Rab. Oni ne samo da sprečavaju razmenu (odražavaju male GTPaze u neaktivnom stanju), nego isto tako sprečavaju i lokalizaciju malih GTPaza na membrani, koja je njihovo mesto dejstva. Ova inhibicija može biti sprečena dejstvom faktora razmene guanin nukleotida (GEF).

## Literatura
1. ↑  Schalk IJ, Stura EA, Matteson J, Wilson IA, Balch WE (1994). „Crystallization and preliminary crystallographic data for Rab guanine nucleotide dissociation inhibitor (RabGDI) from bovine brain”. Journal of Molecular Biology. 244 (4): 469—73. PMID 7990134. doi:10.1006/jmbi.1994.1744.
2. ↑  Luan P, Heine A, Zeng K, Moyer B, Greasely SE, Kuhn P, Balch WE, Wilson IA (2000). „A new functional domain of guanine nucleotide dissociation inhibitor (alpha-GDI) involved in Rab recycling”. Traffic (Copenhagen, Denmark). 1 (3): 270—81. PMID 11208110.
3. ↑  Kimple RJ, Willard FS, Hains MD, Jones MB, Nweke GK, Siderovski DP (2004). „Guanine nucleotide dissociation inhibitor activity of the triple GoLoco motif protein G18: alanine-to-aspartate mutation restores function to an inactive second GoLoco motif”. The Biochemical Journal. 378 (Pt 3): 801—8. PMC 1224015 . PMID 14656218. doi:10.1042/BJ20031686.

## Spoljašnje veze
- Guanine+Nucleotide+Dissociation+Inhibitors на 